# Ruisseau de Leschwies
Der Ruisseau de Leschwies, ist ein knapp ein Kilometer langer Bach in der wallonischen Provinz Luxemburg und ein rechter und westlicher Zufluss des Ruisseau de Post.

## Verlauf
Der Ruisseau de Leschwies entspringt nordwestlich von Attert-Post auf einer Höhe von etwa 350 m O.P. in einer landwirtschaftlich genutzten Zone. Er fließt zunächst in östlicher Richtung durch die offene Flur, unterquert dann die Rue du Cercle und mündet schließlich nördlich von Attert-Post auf einer Höhe von etwa 337 m O.P. in den Ruisseau de Post.